# My Heart Is Yours
My Heart Is Yours é uma canção escrita por Hanne Sørvaag e Fredrik Kempe, e interpretada por Didrik Solli-Tangen, que foi seleccionada para representar a Noruega no Festival Eurovisão da Canção 2010, a 6 de fevereiro de 2010.